# 沙里夫卡 (瓦爾基區)
49°55′17″N 35°46′12″E / 49.92139°N 35.77000°E
沙里夫卡（烏克蘭語：Шарівка）是位於烏克蘭東部的村莊，由哈爾科夫州博霍杜希夫區的瓦爾基市鎮負責管轄。該村始建於1695年，面積10.2平方公里，海拔高度204米，2001年人口770，人口密度每平方公里75.3人。